# Edificio La Aurora
El edificio La Aurora es un edificio ubicado en Bilbao, Vizcaya. Fue construido en 1934 y proyectado por el arquitecto bilbaíno Manuel Ignacio Galíndez Zabala, en un estilo ecléctico, que mezcla influencias de la arquitectura racionalista y, sobre todo, del Expresionismo y del Art déco.  

## Descripción
Se encuentra en el número 4 de la Plaza Federico Moyúa, en el barrio de Indauchu. Se ubica entre el Palacio Chávarri y el edificio de la Agencia Tributaria española. El edificio debe su nombre al hecho de haber sido construido para servir de sede de la aseguradora La Aurora. 
En el exterior, las fachadas laterales se unen a la central mediante una curvatura. La planta baja y la primera están recubiertas de una piedra de color gris oscuro mientras que el resto es de color blanco claro. Por dentro, la planta trapezoidal encierra dos patios, separados por la caja de escaleras.

## Historia
En 1931, Manuel Ignacio Galíndez presentó varias propuestas para el proyecto para la nueva oficina de seguros de La Aurora en un concurso solo para arquitectos de Bilbao. En 1934, se encargó el proyecto de un programa para oficinas y viviendas, sufrió varios cambios hasta su construcción y sigue las características de trabajos anteriores del arquitecto, como la casa de la plaza Arrikibar o el edificio del Banco de Vizcaya de Madrid.
El inmueble fue vendido en 1998 por la aseguradora Axa Aurora a un grupo de inversores locales por 2.500 millones de pesetas. En 2005 fue adquirido por una inmobiliaria por 30 millones de euros.